# Ulrico II, Conde de Celje

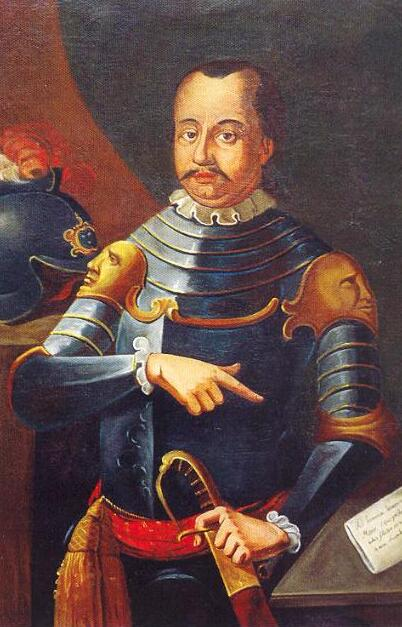
Ulrico II, Conde de Celje

Ulrico II, ou Ulrico de Celje (esloveno: Ulrik Celjski / Urh Celjski; Húngaro: Cillei Ulrik; Alemão: Ulrich II von Cilli; 16 de fevereiro de 1406 - 9 de novembro de 1456), foi o último conde principesco de Celje.

## Carreira
Na época de sua morte, ele era capitão-general e regente de fato da Hungria, ban (governador) da Eslavônia, Croácia e Dalmácia e senhor feudal de vastas áreas na atual Eslovênia, Croácia, Bósnia, Áustria e Eslováquia. Ele também foi um pretendente ao trono bósnio. Ele foi morto por agentes do clã Hunyadi em circunstâncias desconhecidas, em Belgrado, o que mergulhou a Hungria em uma agitação civil que foi resolvida um ano depois com a morte repentina do rei Ladislau, o Póstumo e a eleição de Matias Corvino, filho de João Hunyadi e genro de Ulrico, como rei. As posses de Ulrico no Sacro Império Romano-Germânico foram herdadas pelo imperador Frederico III, enquanto suas posses na Hungria foram revertidas para a coroa.